# 北星学園大学の人物一覧
北星学園大学の人物一覧（ほくせいがくえんだいがくのじんぶついちらん）は、北星学園大学に関係する人物の一覧記事。

## 歴代学長
- 初代： 手島寅雄（1962年4月 - 1964年5月）、農学者
- 第4代： 秋田稔（1971年4月 - 1976年3月）、神学者
- 第8代： 土橋信男（1993年4月 - 2000年3月）、行政学者・教育学者
- 第9代： 大友浩（2000年4月 - 2006年3月）、フランス文学者
- 第10代： 金井新二（2006年4月 - 2012年3月）、宗教学者
- 第11代： 田村信一（2012年8月 - 2018年3月）、社会思想史学者

## 著名な現在の教職員

### 文学部
- 松浦年男 - 共通科目担当教授
- 立原透耶 - 文学部准教授

### 経済学部
- 勝村務 - 経済学科教授
- 原島正衛 - 経済学科教授
- 篠田優 - 現代法学科教授
- 増田辰良 - 現代法学科教授

### 社会福祉学部
- 加藤智章 - 社会福祉学科教授
- 松岡是伸 - 社会福祉学科准教授

## 元教職員
- 伊藤章
- 植村隆
- 小野有五
- 杉岡直人
- 田村信一
- 豊村和真
- 山我哲雄
- 山口博教

## OB・OG

### 政界
- 宮川良一 - 北海道紋別市長

### 研究者・学者
- 紙屋克子 - 筑波大学名誉教授、医学博士、看護学者
- 中村和彦 - 北星学園大学名誉教授、社会福祉学者
- 中野洋一 - 九州国際大学教授、商学博士、副学長、経済学者
- 米本秀仁 - 北星学園大学名誉教授、福祉学者
- 島津望 - 北海商科大学教授、経営学者
- 西塔正一 - 釧路短期大学学長

### 文学
- まさきとしか - 小説家
- 宮本美智子 - ノンフィクション作家

### 芸術
- 大和和紀 - 漫画家
- 横山了一 - 漫画家

### 芸能
- 五十嵐浩晃 - ミュージシャン、シンガーソングライター
- 樫野和音 - タレント、ファッションモデル、元ファイターズガール
- 丸山周 - タレント、DJ

### マスコミ
- 石山愛子 - フリーアナウンサー、元北海道放送アナウンサー
- 松本裕子 - 北海道文化放送キャスター
- 坂本佳子 - 青森朝日放送アナウンサー
- 高橋生 - 高知放送アナウンサー
- 新崎真倫 - フリーアナウンサー、北海道文化放送みんなのテレビフィールドキャスター
- マダムケロコ - ラジオパーソナリティ
- 森田真奈美 - フリーアナウンサー、元北海道放送アナウンサー
- 後藤明日香 - 元秋田朝日放送アナウンサー
- 藤井慎子 - 高知放送アナウンサー

### その他
- 向谷地生良 - ソーシャルワーカー、北海道医療大学教授。
- 安達俊子 - 北星学園余市高等学校元教諭、青少年自立支援センター「ビバ」代表
- 櫛部武俊 - 元釧路市職員、一般社団法人釧路社会的企業創造協議会副代表